# 高梁泡合位節蜱
高梁泡合位節蜱（学名：Cosella rubi）为恙蟎目節蜱科合位節蜱屬下的一个种，在台灣西部有分佈，是一種侵染穀物和芒果、龍眼等水果的農作物害蟲。